# Tot passa a Tel-Aviv
Tot passa a Tel-Aviv (hebreu: תל אביב על האש, Tel Aviv Al Ha'Esh‎) és una pel·lícula de comèdia dramàtica coproduïda internacionalment del 2018 dirigida per Sameh Zoabi i coescrita pel mateix Zoabi i per Dan Kleinman. La pel·lícula es va estrenar internacionalment al 75è Festival Internacional de Cinema de Venècia a la secció Orizzonti, on Kais Nashef va guanyar el premi al millor actor. L'estrena israeliana va ser al Festival Internacional de Cinema de Haifa, on va guanyar els premis a la millor pel·lícula i al millor guió. Va ser seleccionada com a entrada luxemburguesa per a la millor pel·lícula de parla no anglesa a la 92a edició dels Premis Oscar, però no va ser nominada. S'ha doblat i subtitulat al català.
La pel·lícula és una coproducció de companyies de Luxemburg, Israel, França i Bèlgica, i va rebre finançament del Luxembourg Film Fund, l'Israel Film Fund, YES Israeli Films, Gesher Multicultural Film Fund i Mifal Hapais.